# Ichiya Kumagae
Ichiya Kumagae o Ichiya Kumagai (en japonès: 熊谷 一弥; transliteració: Kumagae Ichiya) (Ōmuta, Fukuoka, Imperi Japonès, 10 de setembre de 1890 − Ōmuta, Japó, 16 d'agost de 1968) fou un tennista japonès, guanyador de dues medalles d'argent olímpiques en els Jocs Olímpics d'Anvers de 1920.

## Carrera esportiva
Va estudiar a la Universitat de Keiō i junt amb altres membres del club de tennis de la universitat van decidir jugar al tennis disputat internacionalment enlloc del soft tennis que s'havia introduït al Japó. Va iniciar la pràctica del tennis a la dècada del 1910 i fou el primer tennista japonès en participar en els Far Eastern Championship Games (1913), amb resultats destacats sent semifinalista individual i finalista en dobles. Dos anys després s'imposà en ambdues finals quan es disputaren a Xangai.
En el 1916 viatjà als Estats Units amb Hachishiro Mikami per competir en els U.S. National Championships, esdevenint la primera participació d'uns tennistes nipons en un torneig de Grand Slam. Kumagae va romandre en aquest país durant tres mesos en els quals participà en una seixantena de torneigs, en els quals destaca la seva victòria en el Newport Casino Invitational on va derrotar Bill Johnston, campió nacional l'any 1915. Durant aquesta gira no va perdre cap partit individual sobre terra batuda. En retornar al Japó es va graduar a la Universitat de Keiō i entrar a treballar en l'empresa Mitsubishi Bank, que l'envià a treballar en la seva sucursal de Nova York. Això li va permetre seguir jugant a tennis als Estats Units. L'any 1918 aconseguí arribar a les semifinals del U.S. National Championships, perdent contra el local i màxim favorit Bill Tilden.
Va participar, als 29 anys, en els Jocs Olímpics d'Estiu de 1920 realitzats a Anvers (Bèlgica), on aconseguí guanyar la medalla de plata en les proves individual masculina després de perdre la final olímpica davant el sud-africà Louis Raymond, i en els dobles masculins fent parella amb Seiichiro Kashio en perdre la final olímpica davant la parella britànica Oswald Turnbull i Maxwell Woosnam. Destaca el fet que aquestes foren les primeres medalles olímpics guanyades per la delegació japonesa en uns Jocs Olímpics.
Fou el primer capità japonès de la Copa Davis, aconseguint amb l'equip nipó arribar a la final l'any 1921. Després de la seva retirada, la seva activitat va continuar lligada al tennis com a entrenador.

## Jocs Olímpics

### Individual
| Any  | Campionat                      | Oponent       | Resultat           |
| ---- | ------------------------------ | ------------- | ------------------ |
| 1920 | Jocs Olímpics, Anvers, Bèlgica | Louis Raymond | 7−5, 4−6, 5−7, 4−6 |

### Dobles masculins
| Any  | Campionat                      | Parella          | Oponents                    | Resultat           |
| ---- | ------------------------------ | ---------------- | --------------------------- | ------------------ |
| 1920 | Jocs Olímpics, Anvers, Bèlgica | Seiichiro Kashio | Oswald Turnbull Max Woosnam | 2−6, 7−5, 5−7, 5−7 |

## Palmarès

### Equips: 1 (0−1)
| Resultat  | Núm. | Data                      | Torneig                                | Superfície | Equip                          | Oponents                                                      | Marcador |
| --------- | ---- | ------------------------- | -------------------------------------- | ---------- | ------------------------------ | ------------------------------------------------------------- | -------- |
| Finalista | 1.   | 2 − 5 de setembre de 1921 | Copa Davis, Forest Hills, Estats Units | Gespa      | Seiichiro Kashio Zenso Shimizu | Bill Johnston Bill Tilden Watson Washburn Richard N. Williams | 0−5      |